# Kusari-jutsu
Le Kusari-jutsu est « l'art de la chaîne ». Une pratique ancienne qui consistait à marier une longue chaîne de métal plombée à une extrémité avec une faucille (kusarigama), un court javelot (nagegama) ou un simple poids (manriki gusari).